# Scotch holiday
Lo Scotch holiday è un cocktail di origine statunitense.

## Composizione
- 3 centilitri di Scotch whisky
- 1 centilitro di cherry brandy
- 1 centilitro di vermut rosso
- 1 centilitro di succo di limone

## Preparazione
Viene preparato nello shaker agitando tutti gli ingredienti con del ghiaccio. La miscela va servita in un bicchiere Old fashioned colmo di ghiaccio in cubetti e con una fetta di limone. 